# Agencja Unii Europejskiej ds. Współpracy Wymiarów Sprawiedliwości w Sprawach Karnych
Agencja Unii Europejskiej ds. Współpracy Wymiarów Sprawiedliwości w Sprawach Karnych (Eurojust) – agencja Unii Europejskiej o charakterze prokuratorskim, utworzona w wyniku porozumień zawartych w ramach Agendy z Tampere.
Zadaniem tej agencji jest koordynacja działań prokuratur krajowych państw członkowskich Unii Europejskiej w celu walki z transgraniczną przestępczością zorganizowaną na terenie UE. W zależności od państwa mogą to być prokuratorzy, sędziowie śledczy lub funkcjonariusze policji. Koordynacja ta połączona ma być z prowadzeniem postępowań śledczych oraz załatwianiem wniosków w zakresie pomocy prawnej.
Eurojust obok Europolu oraz Olafu jest jedną z agencji, która koordynuje pracę urzędników wszystkich państw członkowskich. Zadaniem organów UE jest współpraca na rzecz bezpieczeństwa Europy.